# Deutsche Gesellschaft für Psychosomatische Medizin und Ärztliche Psychotherapie (DGPM)
Die Deutsche Gesellschaft für Psychosomatische Medizin und Ärztliche Psychotherapie (DGPM) e. V. vertritt als wissenschaftlich-medizinische Fachgesellschaft die wissenschaftlichen und berufs- bzw. fachpolitischen Belange des Gebietes psychosomatische Medizin und Psychotherapie und der ärztlichen Psychotherapie in Krankenversorgung, Weiterbildung, Forschung und Lehre.
Die ca. 1.500 Mitglieder sind in erster Linie Fachärzte für psychosomatische Medizin und Psychotherapie, Fachärzte für psychotherapeutische Medizin, Fachärzte mit Zusatzweiterbildung Psychotherapie oder Psychotherapie fachgebunden.
Der Verein fördert die klinische und wissenschaftliche Weiterentwicklung der Psychosomatischen Medizin sowie die Integration der Psychosomatik und Psychotherapie in die somatischen Gebiete und vertritt die Interessen des Fachgebiets und seiner Mitglieder gegenüber anderen Organisationen, Institutionen und Körperschaften.

## Organisation
Die Fachgesellschaft ist in der Rechtsform eines Vereins organisiert. Neben dem Bundesverband können Landesverbände in den einzelnen Bundesländern gebildet werden. Die Satzung sieht als zentrale Organe die jährlich stattfindende Mitgliederversammlung, den Vorstand, den Beirat der Landesverbände, Sektionen und vom Vorstand einberufene Kommissionen vor. Ein Geschäftsbericht gibt einen Überblick über die jährliche Tätigkeit der Gesellschaft.
Der Vorstand besteht aus einem Vorsitzenden, zwei Stellvertretern und bis zu sechs Beisitzern. Im Vorstand werden die Grundorientierungen der Psychotherapie vertreten sowie die Gruppierung der niedergelassenen Ärzte, der leitenden Ärzte Psychosomatisch-Psychotherapeutischer Krankenhäuser bzw. Abteilungen sowie der Rehabilitationskliniken und die Hochschullehrer.
Der Beirat wurde nach satzungsmäßiger Etablierung von Landesverbänden 1994 als Verbindungsorgan der Landesverbände der Gesellschaft zu dem Bundesverband gegründet. Nach Verschmelzung mit der AÄGP und Erweiterung der Mitgliedschaft wurden 2005 auch Sektionen eingeführt. Neben den Sektionen werden in Kommissionen und Arbeitsgruppen die aktuellen Themen und Schwerpunkte des Fachgebiets bearbeitet.

## Verbandsvorsitzende
- 1992 bis 2004 Paul L. Janssen
- 2004 bis 2009 Thomas Loew
- 2009 bis 2012 Wolfgang Senf
- 2012 bis 2021 Johannes Kruse
- seit 2021 Hans-Christoph Friederich

## Nachwuchsförderung: Perspektive Psychosomatik (ehemals Junges Forum)
Um die Perspektive der Ärzte in Weiterbildung im Fach Psychosomatische Medizin und Psychotherapie innerhalb der DGPM strukturell zu verankern, wurde 2015 das Junge Forum gegründet. Das Junge Forum veranstaltet regelmäßige Treffen im Herbst. Das Junge Forum hat sich 2022 in Perspektive Psychosomatik umbenannt.

## DGPM Fortbildungsakademie gGmbH
Die DGPM sieht sich als wissenschaftliche Fachgesellschaft zu einem umfänglichen Angebot an Fort- und Weiterbildungsangeboten verpflichtet. Zusammen mit der DGPM Fortbildungsakademie werden jährlich Seminare und Curricula angeboten. Eine eigene Schriftenreihe mit Arbeitsheften wird seit 2020 herausgegeben.

## Wissenschaft und Forschung
Die leitenden Hochschullehrer für Psychosomatische Medizin und Psychotherapie kommen zweimal jährlich zusammen, um wissenschaftliche Ergebnisse vorzustellen, den Transfer in die Versorgungspraxis zu fördern und die Öffentlichkeitsarbeit zu unterstützen. Im Bereich von Wissenschaft, Weiterbildung/Fortbildung und Qualitätssicherung arbeitet die DGPM eng mit dem Deutschen Kollegium für Psychosomatische Medizin e. V. (DKPM) zusammen.

## Kongresse
Seit 1992 richtet die DGPM jährlich den Deutschen Psychosomatik-Kongress aus; seit 2006 zusammen mit dem Deutschen Kollegium für Psychosomatische Medizin e. V. (DKPM). Teilnehmerzahlen liegen regelmäßig zwischen 1.000 und 1.300 Teilnehmern.

## Zeitschriften
Als Verbandsorgane gibt es zwei Zeitschriften: Seit Beginn 1992 die Zeitschrift „Psychosomatische Medizin und Psychotherapie“ im Verlag Vandenhoeck & Ruprecht und seit 2005 die Zeitschrift „Ärztliche Psychotherapie und Psychosomatische Medizin“, heute im Klett-Cotta Verlag.

## Geschichte
Der Verein wurde 1992 nach Entscheidung des Deutschen Ärztetags zur Einführung eines Facharztes für Psychotherapeutische Medizin als Deutsche Gesellschaft für Psychotherapeutische Medizin (DGPM) e. V. gegründet. Nach Umbenennung dieses Facharztes 2003 in Facharzt für Psychosomatische Medizin und Psychotherapie und nach Verschmelzung 2005 mit der bereits 1926 gegründeten Allgemeinen Ärztlichen Gesellschaft für Psychotherapie e. V. (AÄGP) wurde die Gesellschaft umbenannt in Deutsche Gesellschaft für Psychosomatische Medizin und Ärztliche Psychotherapie.
Die Gesellschaft verkörpert die seit Beginn des 19. Jahrhunderts sich etablierenden Methoden der Psychotherapie und der Psychosomatik in der Medizin. Sie ist nicht verfahrensgebunden und vertritt alle wissenschaftlich und sozialrechtlich anerkannten Verfahren in der Psychotherapie und Psychosomatik.

## Publikationen
- P. L. Janssen: Geschichte der Psychosomatischen Medizin und Psychotherapie in Deutschland. In: Leitfaden der Psychosomatischen Medizin und Psychotherapie (Hrsg.: Janssen P.L.. Joraschky P., Tress W.) 2009, S. 2–12, Deutscher Ärzteverlag, Köln
- Geyer M. (Hg.) (2011): Psychotherapie in Ostdeutschland-Geschichte und Geschichten 1945–1995, Vandenhoeck & Ruprecht, Göttingen
- W. Herzog, M. E. Beutel, J. Kruse (2013): Psychosomatische Medizin und Psychotherapie heute – Zur Lage des Fachgebietes in Deutschland, Schattauer, Stuttgart
- Zipfel St., Herzog W., Kruse J. Henningsen P.: Psychosomatic in Germany: More Timely than Ever. Psychother.Psychosom. 2016;85(5), 2016, S. 262–9.
- Herrmann-Lingen Ch.: Past, Present, and Future of Psychosomatic Movements in a Ever-changing World: Presidential Address. Psychosomatic Medicine 79, 2017, S. 960–970.
- P. L. Janssen (2017): Entwicklung des Gebietes und der deutschen Gesellschaft für Psychosomatische Medizin und ärztliche Psychotherapie. In: Janssen P.L. Als Psychoanalytiker in der Psychosomatischen Medizin, S. 119–180, Psychosozial-Verlag, Gießen
- Paul L. Janssen; Johannes Kruse: Was bringt die neue Weiterbildungsordnung 2018? als Anlage in ÄP (Ärztliche Psychotherapie) Heft 2,2019;